# Antakya-Stele
Die Antakya-Stele stammt aus assyrischer Zeit und wurde in einem Vorort von Antakya, dem antiken Antiochia am Orontes gefunden. Errichten ließ sie der assyrische König Adad-nīrārī III. (810-781). Auf der oberen Hälfte der Stele sind der König selbst sowie sein General Šamši-ilu zu Seiten einer Säule dargestellt. Die untere Hälfte enthält eine Inschrift in vier Absätzen.
Die Stele befindet sich heute im Archäologischen Museum Antakya.

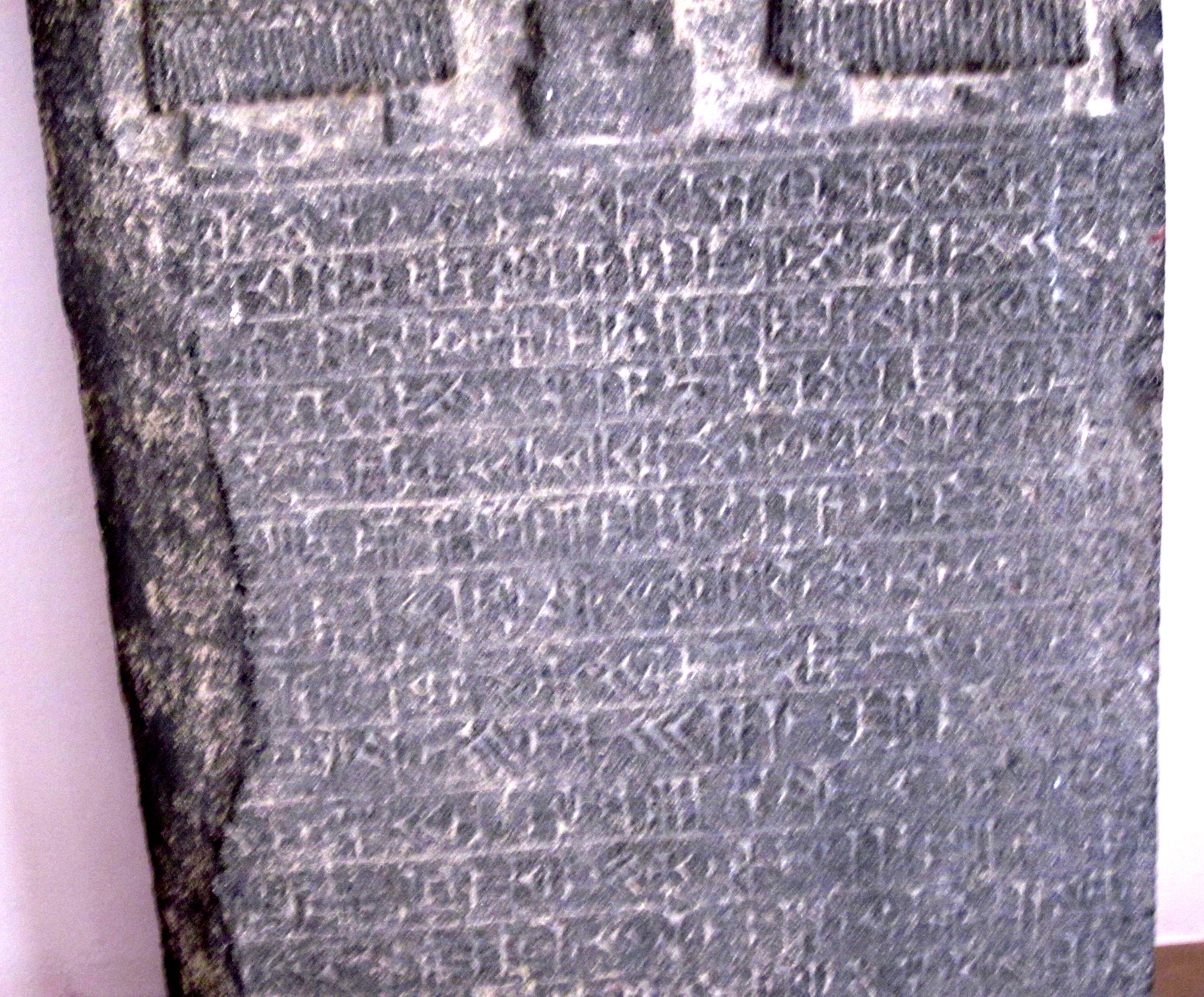
Die Stele im Museum in Antakya

## Text der Stele

### Absatz 1
„Adad-Nirari [III.], großer König, mächtiger König, König des Universums, König von Assyrien, Sohn von Šamši-Adad [V.], mächtiger König, König des Universums, König von Assyrien, Sohn von Šulmanu-ašared [III.], König der vier Viertel.“

### Absatz 2
„Die Grenze, die Adad-Nirari, König von Assyrien, und Šamši-ilu, der oberste Kriegsherr, errichtete zwischen Zakkur, der Hamathite, und Ataršumki, Sohn von Adraeme: der Stadt von Nahlasi zusammen mit all ihren Feldern, seinen Obstgärten und seinen Siedlungen ist Ataršumki’s Besitz. Sie teilten den Orontes Fluß zwischen ihnen. Dies ist die Grenze.“

### Absatz 3
„Adad-Nirari, König von Assyrien, und Šamši-ilu, der oberste Kriegsherr, befreien es von allen Verpflichtungen zu Ataršumki, Sohn von Adrame, zu seinem Sohn und seinem nachfolgenden Enkel. Er machte seine Stadt und ihre Territorien […] zu der Grenze seines Landes.“

### Absatz 4
„Beim Namen von Aššur, Adad und Ber, der Assyrischen Enlil, der Assyrischen Ninlil, und dem Namen Sin, die in Harran wohnt, die großen Götter von Assyrien: Wer auch immer danach diesen Sätzen auf dieser Stele übel nachredet, und diese Grenze mit Gewalt entfernt von dem Besitztum von Ataršumki, seiner Söhne, oder seiner Enkel, und zerstört die geschriebenen Namen und schreibt andere Namen: dürfen Aššur, Adad und Ber, Sin, die in Harran leben, die großen Götter von Assyrien deren Namen auf dieser Stele niedergeschrieben sind, nicht hören zu seinen Gebeten.“